# Lidl-Trek (vrouwenwielerploeg)/2023

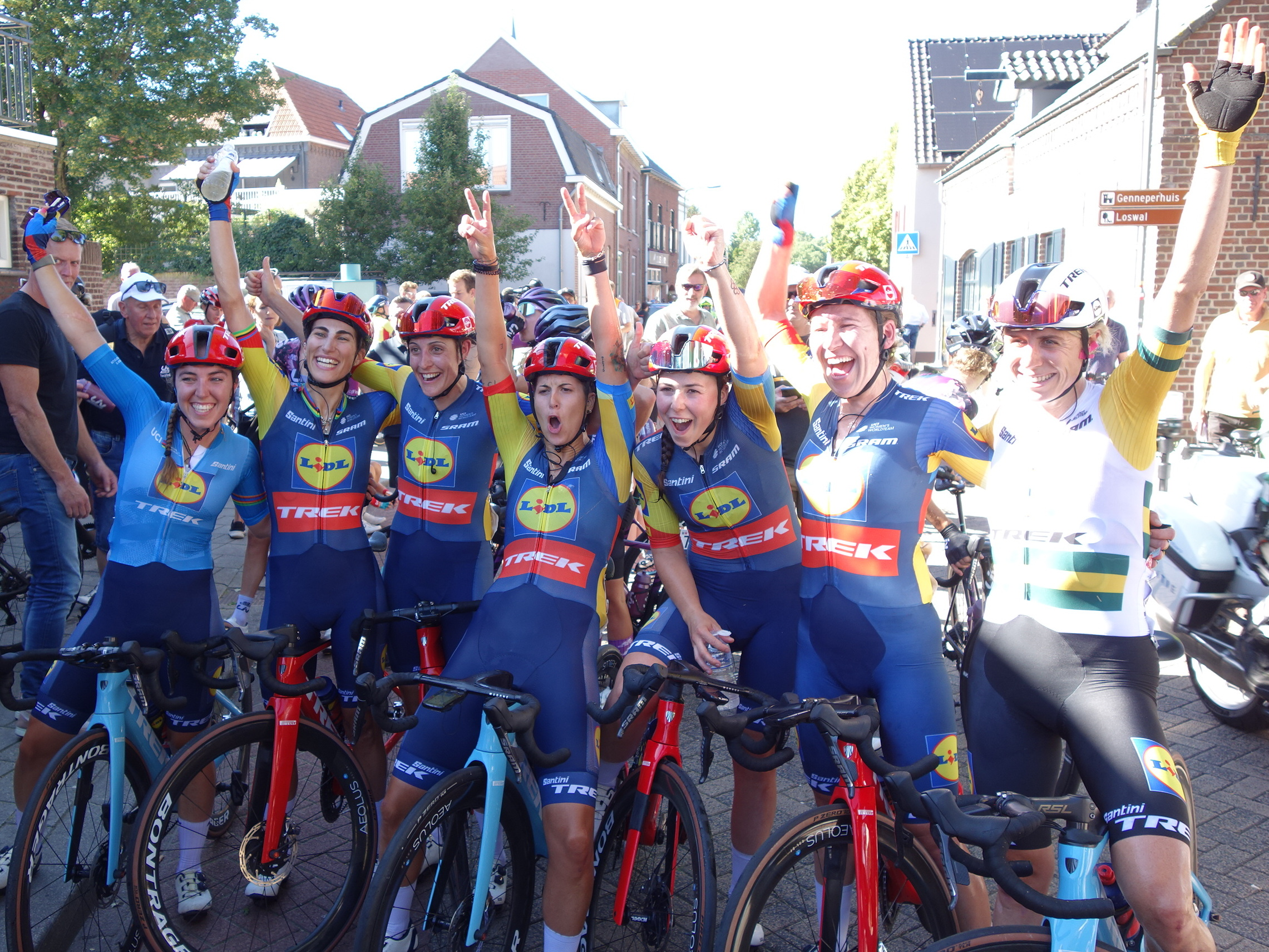
De ploeg viert een ritzege van Balsamo.

Deze pagina geeft een overzicht van de vrouwenwielerploeg Lidl-Trek in 2023. De eerste zes maanden van het jaar droeg de ploeg nog de oude naam Trek-Segafredo. Samen met de nieuwe naam, kreeg het team ook een nieuw tenue.

## Algemeen

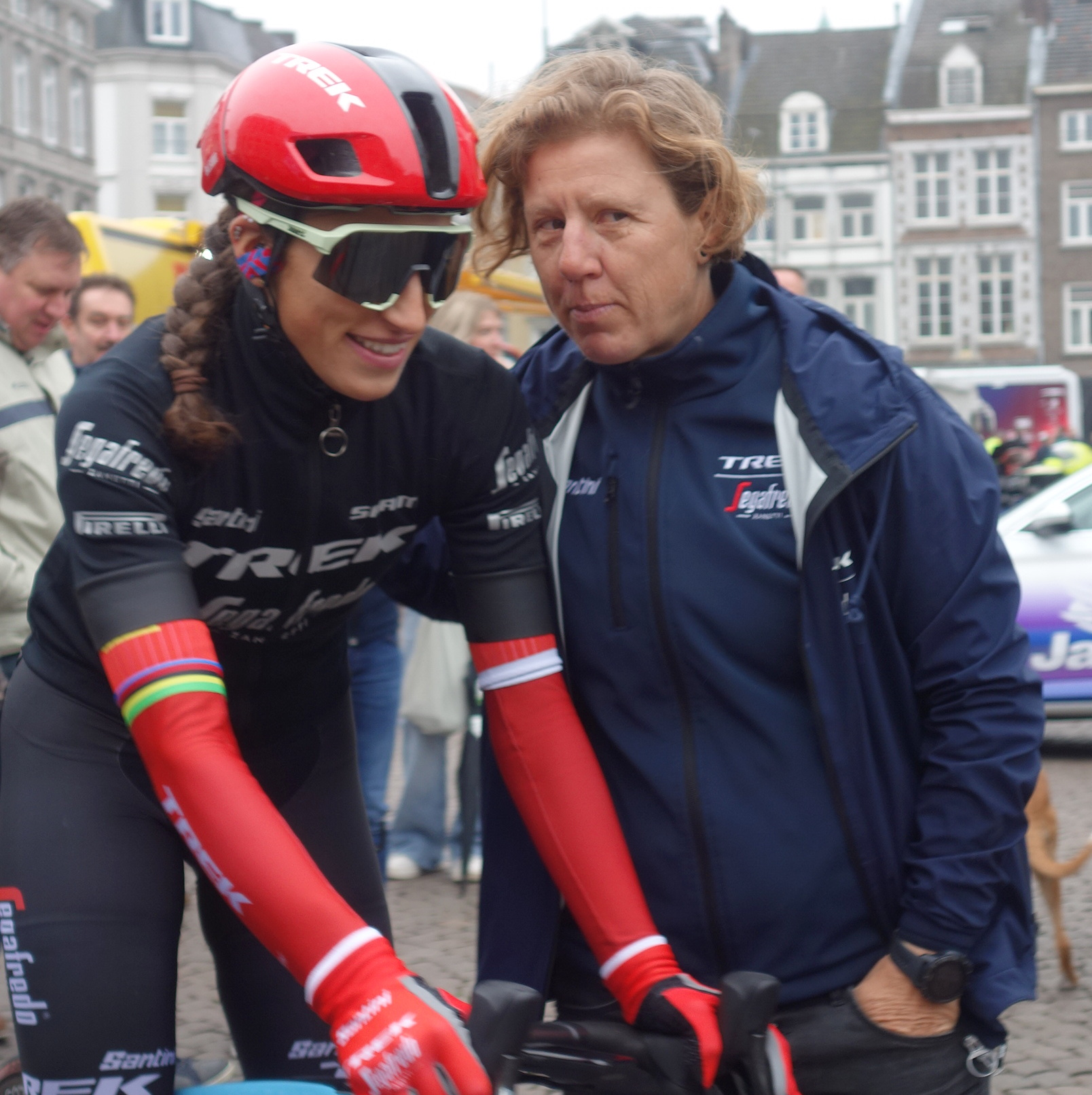
Ploegleidster Ina-Yoko Teutenberg met Elisa Balsamo.

Algemeen manager: Luca Guercilena
Ploegleiders: Ina-Yoko Teutenberg
Fietsmerk: Trek

## Renners

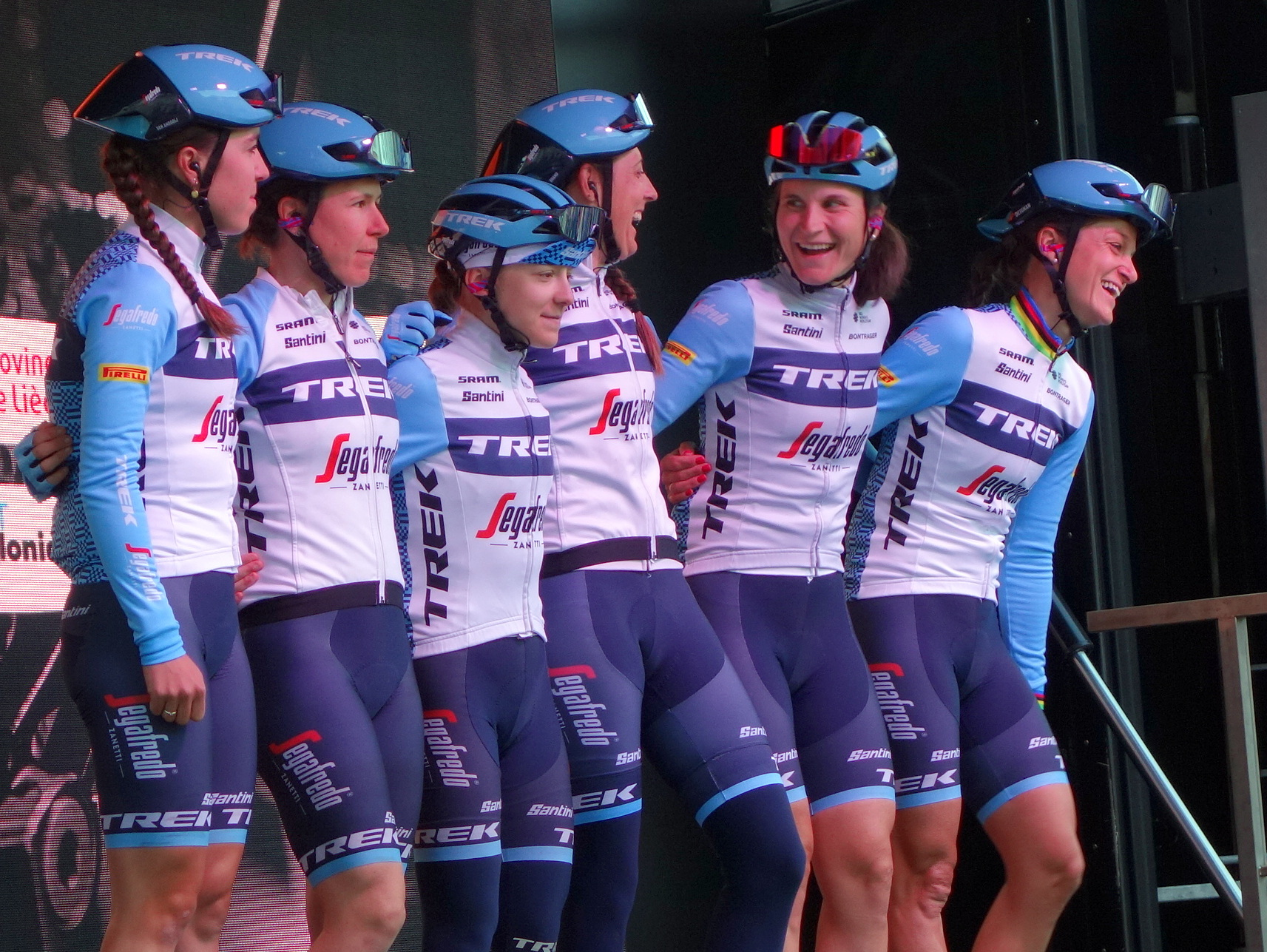
De ploeg in het oude tenue tijdens de Waalse Pijl 2023.

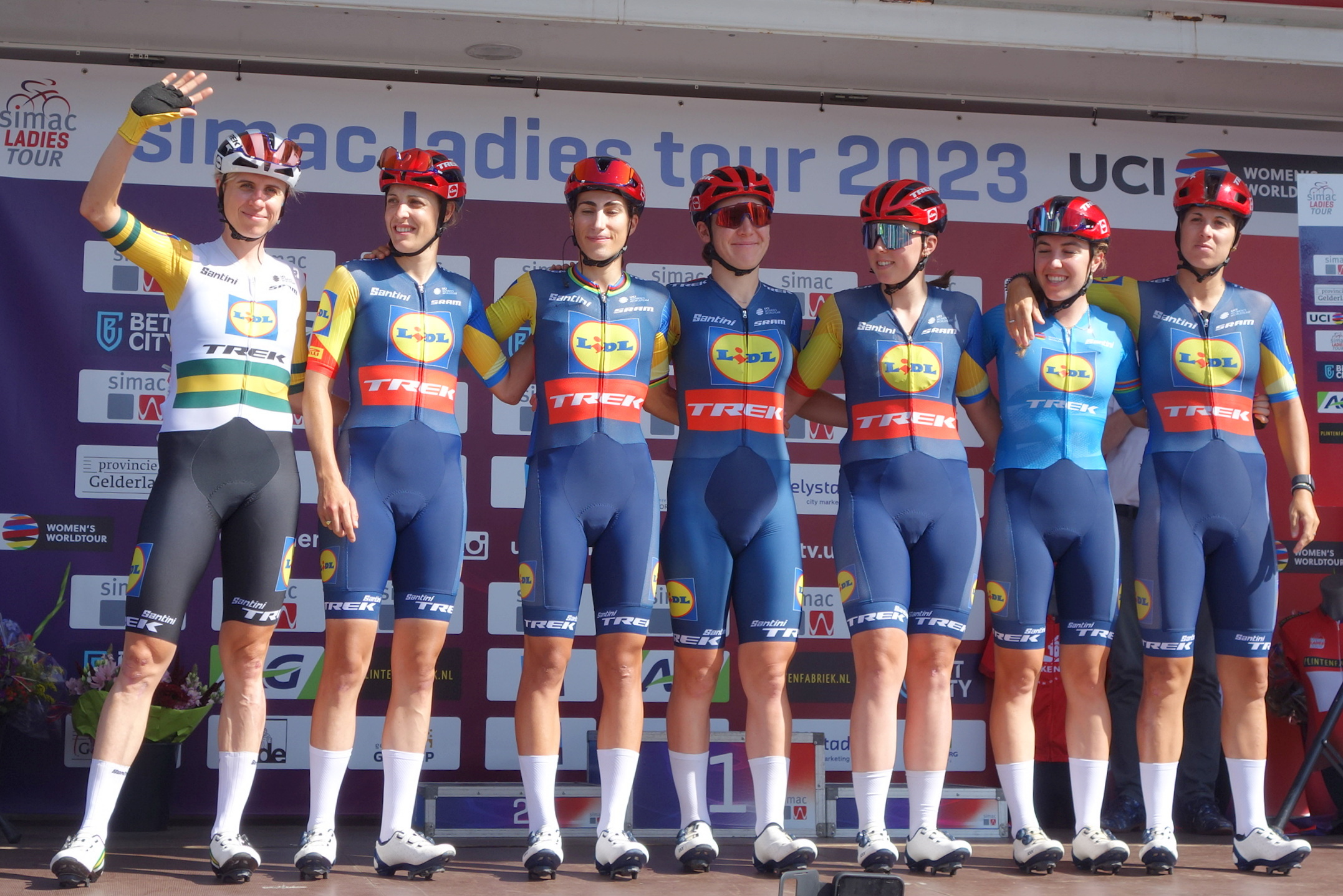
De ploeg in het nieuwe tenue tijdens de Simac Ladies Tour 2023.

| Naam                 | Geboortedatum | Nationaliteit       | Ploeg 2022               |
| -------------------- | ------------- | ------------------- | ------------------------ |
| Elynor Bäckstedt     | 06-12-2001    | Verenigd Koninkrijk |                          |
| Elisa Balsamo        | 27-02-1998    | Italië              |                          |
| Lucinda Brand        | 02-07-1989    | Nederland           |                          |
| Brodie Chapman       | 09-04-1991    | Australië           | FDJ-Suez-Futuroscope     |
| Elizabeth Deignan    | 18-12-1988    | Verenigd Koninkrijk |                          |
| Lauretta Hanson      | 29-10-1994    | Australië           |                          |
| Lisa Klein           | 15-07-1996    | Duitsland           | Canyon//SRAM Racing      |
| Taylor Knibb*        | 14-02-1998    | Verenigde Staten    | -                        |
| Elisa Longo Borghini | 10-12-1991    | Italië              |                          |
| Gaia Realini         | 19-06-2001    | Italië              | Isolmant-Premac-Vittoria |
| Ilaria Sanguineti    | 15-04-1994    | Italië              | Valcar-Travel & Service  |
| Amanda Spratt        | 17-09-1987    | Australië           | Jayco AlUla              |
| Shirin van Anrooij   | 05-02-2002    | Nederland           |                          |
| Ellen van Dijk       | 11-02-1987    | Nederland           |                          |
| Tayler Wiles**       | 20-07-1989    | Verenigde Staten    |                          |

* vanaf 1/6
** tot 14/7

### Vertrokken
| Naam                | Geboortedatum | Nationaliteit    | Ploeg 2023             |
| ------------------- | ------------- | ---------------- | ---------------------- |
| Audrey Cordon-Ragot | 22-09-1989    | Frankrijk        | Zaaf Cycling Team      |
| Amalie Dideriksen   | 24-05-1996    | Denemarken       | Uno-X Pro Cycling Team |
| Chloe Hosking       | 01-10-1990    | Australië        | ?                      |
| Letizia Paternoster | 22-07-1999    | Italië           | Team Jayco AlUla       |
| Leah Thomas         | 30-05-1989    | Verenigde Staten | ?                      |

## Overwinningen
| Nationale kampioenschappen wielrennen Australië - wegwedstrijd: Brodie Chapman Italië - tijdrit: Elisa Longo Borghini Italië - wegwedstrijd: Elisa Longo Borghini Tour Down Under Bergklassement: Amanda Spratt Ronde van de Verenigde Arabische Emiraten 3e etappe: Elisa Longo Borghini Eindklassement: Elisa Longo Borghini Jongerenklassement: Gaia Realini Setmana Ciclista Valenciana 1e etappe: Elisa Balsamo 2e etappe: Elisa Balsamo Trofeo Oro in Euro Gaia Realini Trofeo Alfredo Binda Shirin van Anrooij Ronde van Spanje 6e etappe: Gaia Realini Bergklassement: Gaia Realini | Ronde van Burgos Jongerenklassement: Shirin van Anrooij Ronde van Italië voor vrouwen 4e etappe: Elisa Longo Borghini Jongerenklassement: Gaia Realini Baloise Ladies Tour 3e etappe (deel B): Lucinda Brand (tijdrit) Eindklassement: Lucinda Brand Puntenklassement: Lucinda Brand Simac Ladies Tour 2e etappe: Elisa Balsamo Ploegenklassement: *1) |  |

*1) Ploeg Simac Ladies Tour: Balsamo, van Anrooij, Brand, Chapman, Hanson, Klein, Sanguineti
Mannen: 2011 · 2012 · 2013 · 2014 · 2015 · 2016 · 2017 · 2018 · 2019 · 2020 · 2021 · 2022 · 2023 · 2024 · 2025
Vrouwen: 2019 · 2020 · 2021 · 2022 · 2023 · 2024 · 2025
Canyon-SRAM · DSM · EF Education-TIBCO-SVB · FDJ-SUEZ · Fenix-Deceuninck · Human Powered Health · Israel Premier Tech Roland · Jayco AlUla · Jumbo-Visma · Liv Racing TeqFind · Movistar · SD Worx · Trek-Segafredo · UAE Team ADQ · Uno-X